# Dyopedos unispinus
Dyopedos unispinus is een vlokreeftensoort uit de familie van de Dulichiidae. De wetenschappelijke naam van de soort is voor het eerst geldig gepubliceerd in 1951 door (urjanova.